# Шамлар (квартал на Истанбул)
„Шамлар“ (на турски: Şamlar) е квартал на Истанбул, разположен в околия Башакшехир. Общата му площ е 7,1 км2. Според данни на Адресната система за регистриране на населението (ABPRS) към 2023 г. населението на „Шамлар“ е 1262 жители.